# Josef Kronister

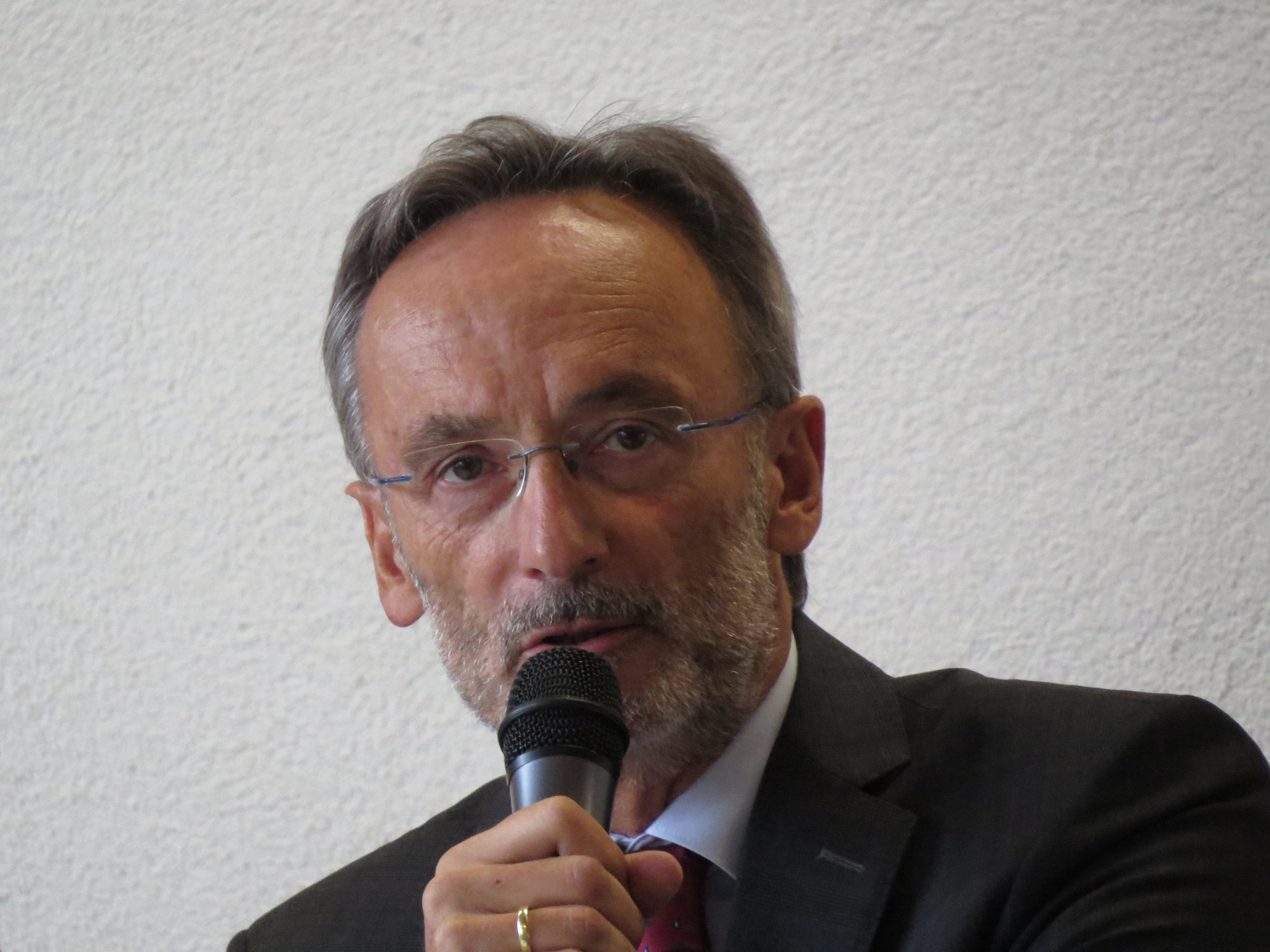
Bezirkshauptmann Josef Kronister bei der Eröffnung des neuen Feuerwehrhauses Hofstetten-Grünau in Österreich (2018)

Josef Kronister (* 1961 in Melk) ist ein österreichischer Beamter und Bezirkshauptmann im Bezirk Sankt Pölten-Land.

## Ausbildung und Beruf
Josef Kronister absolvierte das Stiftsgymnasium Melk und trat im Jänner 1980 in den niederösterreichischen Landesdienst ein. Er studierte nebenberuflich Rechtswissenschaft (Akademischer Grad: Mag. iur.) und absolvierte daraufhin seine Gerichtspraxis.
Im Anschluss wurde er 1989 in den rechtskundigen Verwaltungsdienst überstellt und an der Bezirkshauptmannschaft St. Pölten tätig, wo er 1995 Bezirkshauptmann-Stellvertreter wurde. Diese Funktion hatte er von März 1999 bis März 2000 auch an der Bezirkshauptmannschaft Gmünd und von März 2000 bis Juli 2002 an der Bezirkshauptmannschaft Scheibbs.
Später wurde Kronister zum Bezirkshauptmann von Hollabrunn bestellt, am 1. Oktober 2005 wechselte er in dieser Funktion nach St. Pölten, wo er Josef Sodar folgte.
Josef Kronister engagiert sich auch beim Roten Kreuz, wo er bis 10. Oktober 2014 Bezirksstellenleiter in St. Pölten war. Ihm wurde die Henry-Dunant-Büste in Gold überreicht. Zudem ist er Mitglied des Kiwanis-Clubs St. Pölten.
Seit April 2024 ist er wieder Bezirksstellenleiter beim Roten Kreuz St. Pölten.
Er lebt in Karlstetten.